# Horamavu Agara, Bangalore South
Horamavu Agara là một làng thuộc tehsil Bangalore South, huyện Bangalore Urban, bang Karnataka, Ấn Độ.